# 将乐县
将乐县是福建省三明市下辖的一个县、位於福建省西北部，是歷史古縣、原中央蘇區縣、全國科技進步縣、文化先進縣、省級文明縣城，是中國南方重點林業縣和中國毛竹之鄉。縣政府駐古镛镇。
将乐县人口为17万，有汉族、畲族、回族、苗族、满族、土家族、侗族、布依族、壮族、蒙古族、彝族、仡佬族、高山族、仫佬族、纳西族、东乡族等16个民族。
将乐县通行语言为邵将语将乐话。

## 历史
将乐置县于三国孫吳永安三年（260年），属建安郡。五代十国殷天德元年（943年），升为镛州。南唐保大四年（946年），废州为县。明成化六年（1470年），将乐县改属延平府。1950年后，将乐县先后归属福建省第二专区、南平专区、南平地区、三明地区。1983年起，将乐县为三明市所辖。

### 国主

#### 南朝宋將樂國（465年—479年）
| 將樂國（465年—479年）丨食邑300戶 |              |    |      |          |      |
| 以誅劉子業之功封                 |              |    |      |          |      |
| 代數                             | 封爵         | 謚 | 姓名 | 在位時間 | 備註 |
| 1                                | 將樂縣開國子 |    | 田嗣 | 465年—？ |      |
| 齊受禪，國除                     |              |    |      |          |      |

#### 南朝齐將樂國（479年—502年）
| 將樂國（479年—502年）丨食邑300戶 |              |    |        |             |      |
| 以佐命之功封                     |              |    |        |             |      |
| 代數                             | 封爵         | 謚 | 姓名   | 在位時間    | 備註 |
| 1                                | 將樂縣開國子 |    | 垣榮祖 | 479年—491年 |      |
| 2                                | 將樂縣開國子 |    | ？     |             |      |
| 梁受禪，國除                     |              |    |        |             |      |

## 行政区划
将乐县下辖8个镇、5个乡：
古镛镇、万安镇、高唐镇、白莲镇、黄潭镇、水南镇、光明镇、南口镇、漠源乡、万全乡、安仁乡、大源乡和余坊乡。

## 人口
根據第七次全国人口普查數據，截至2020年11月1日零時，將樂縣常住人口為144943人。

## 交通
福银高速贯穿将乐县境，并设有将乐、万安两个互通口。

## 旅游

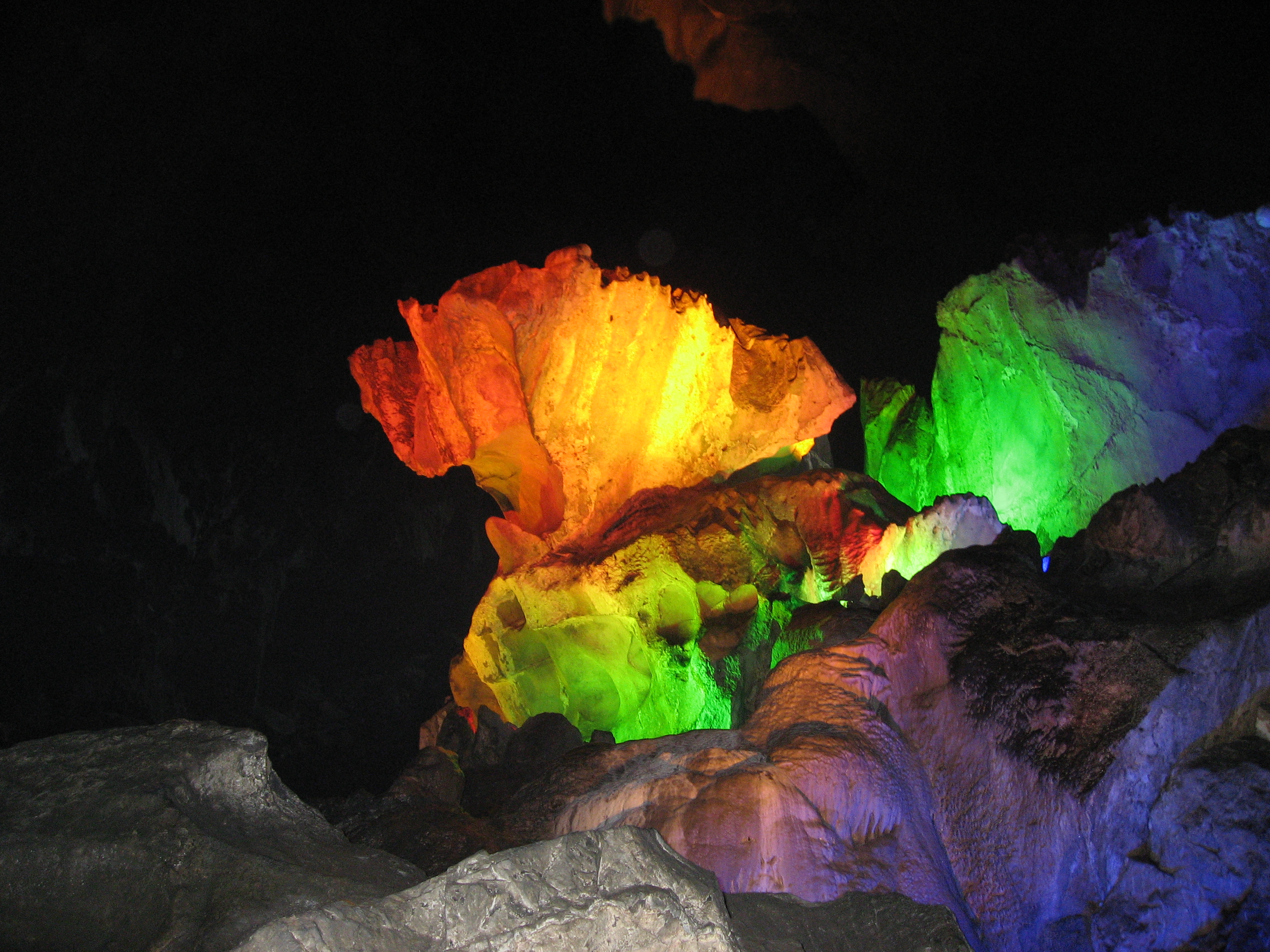
玉华洞

玉华洞为当地重要旅游景点，是第四批国家重点风景名胜区之一。

## 特产
古镛镇的龙池砚为中国地理标志产品。

## 文化
将乐县的竹纸制作技艺被列入国家级非物质文化遗产名录。